# Юсуф Іса Халім
Юсуф Іса Халім (рум. Iusuf Isa Halim) (1894—1982) — татарський поет, вчитель та мовознавець.
Народився в 1894 році в Більбілі, (згодом — Чокирлія). У 1915 році закінчив школу Медресе в Меджидії, де потім працював шкільним вчителем.
У 1930 році опублікував у Пазарджику (нині — Добрич) перший румунсько — турецький словник.